# Terinos militum
Terinos militum is een vlinder uit de familie van de Nymphalidae. De wetenschappelijke naam van de soort is voor het eerst geldig gepubliceerd in 1897 door Charles Oberthür.